# 조규창
조규창(1925년 11월 22일~2002년 10월 12일)은 대한민국의 정치인이다. 제10대 국회의원을 지냈다.

## 역대 선거 결과
|  | 18.43% |

|  | 29.28% |

|  | 9.01% |